# Liste des plus gros succès du box-office en Italie
Cet article présente les films qui ont fait le plus grand nombre d’entrées en Italie.

## Les 100 premiers films au box-office italien

### Les pays producteurs dans le Top 100
- Italie : 72 films
- États-Unis : 36 films
- France : 23 films
- Royaume-Uni : 7 films
- Espagne : 7 films
- Allemagne : 5 films
- Yougoslavie : 2 films
- Union soviétique : 1 film

La couleur       indique les films en cours de diffusion.
| Rang | Titre                                                            | Réalisateur                                  | Année | Entrées,   | Pays                   |
| ---- | ---------------------------------------------------------------- | -------------------------------------------- | ----- | ---------- | ---------------------- |
| 1    | Le Docteur Jivago                                                | David Lean                                   | 1966  | 22 900 000 | Drapeau des États-Unis |
| 2    | Le Parrain                                                       | Francis Ford Coppola                         | 1972  | 21 827 533 | Drapeau des États-Unis |
| 3    | Les Dix Commandements                                            | Cecil B. DeMille                             | 1957  | 16 800 000 | Drapeau des États-Unis |
| 4    | Goldfinger                                                       | Guy Hamilton                                 | 1964  | 15 800 000 |                        |
| 5    | Guerre et Paix                                                   | King Vidor                                   | 1956  | 15 707 723 |                        |
| 6    | Le Dernier Tango à Paris                                         | Bernardo Bertolucci                          | 1972  | 15 623 773 |                        |
| 7    | Ben-Hur                                                          | William Wyler                                | 1960  | 15 400 000 |                        |
| 8    | Pour une poignée de dollars                                      | Sergio Leone                                 | 1964  | 14 797 275 |                        |
| 9    | On continue à l'appeler Trinita                                  | Enzo Barboni                                 | 1971  | 14 554 172 |                        |
| 10   | Et pour quelques dollars de plus                                 | Sergio Leone                                 | 1965  | 14 543 161 |                        |
| 11   | Opération Tonnerre                                               | Terence Young                                | 1965  | 14 100 000 |                        |
| 12   | Titanic                                                          | James Cameron                                | 1998  | 13 881 329 |                        |
| 13   | La dolce vita                                                    | Federico Fellini                             | 1960  | 13 617 148 |                        |
| 14   | Le Petit Monde de don Camillo                                    | Julien Duvivier                              | 1952  | 13 215 653 |                        |
| 15   | Ulysse                                                           | Mario Camerini                               | 1954  | 13 170 322 |                        |
| 16   | Le Guépard                                                       | Luchino Visconti                             | 1963  | 12 850 375 |                        |
| 17   | La Colline de l'adieu                                            | Henry King                                   | 1955  | 12 600 000 |                        |
| 18   | La Belle des belles                                              | Robert Z. Leonard                            | 1955  | 12 592 231 |                        |
| 19   | Malicia                                                          | Salvatore Samperi                            | 1972  | 11 756 327 |                        |
| 20   | Marcelin, Pain et Vin                                            | Ladislas Vajda                               | 1955  | 11 559 217 |                        |
| 21   | Le Bon, la Brute et le Truand                                    | Sergio Leone                                 | 1966  | 11 364 221 |                        |
| 22   | Le Jour le plus long                                             | Ken Annakin, Andrew Marton, Darryl F. Zanuck | 1962  | 11 300 000 |                        |
| 23   | Attention, on va s'fâcher !                                      | Marcello Fondato                             | 1974  | 11 246 906 |                        |
| 24   | La Bible                                                         | John Huston                                  | 1966  | 11 245 980 |                        |
| 25   | Le Décaméron                                                     | Pier Paolo Pasolini                          | 1971  | 11 167 557 |                        |
| 26   | La Tempête                                                       | Alberto Lattuada                             | 1958  | 11 121 071 |                        |
| 27   | Cléopâtre                                                        | Joseph L. Mankiewicz                         | 1963  | 10 945 000 |                        |
| 28   | La Grande Guerre                                                 | Mario Monicelli                              | 1959  | 10 783 742 |                        |
| 29   | Pain, Amour et Fantaisie                                         | Luigi Comencini                              | 1953  | 10 632 926 |                        |
| 30   | E.T., l'extra-terrestre                                          | Steven Spielberg                             | 1982  | 10 585 298 |                        |
| 31   | Serafino ou l'Amour aux champs                                   | Pietro Germi                                 | 1968  | 10 529 941 |                        |
| 32   | Mes chers amis                                                   | Mario Monicelli                              | 1975  | 10 467 254 |                        |
| 33   | Tant qu'il y aura des hommes                                     | Fred Zinnemann                               | 1954  | 10 450 000 |                        |
| 34   | Pain, Amour et Jalousie                                          | Luigi Comencini                              | 1954  | 10 429 417 |                        |
| 35   | 1900                                                             | Bernardo Bertolucci                          | 1976  | 10 359 326 |                        |
| 36   | Spartacus                                                        | Stanley Kubrick                              | 1960  | 10 300 000 |                        |
| 37   | La vie est belle                                                 | Roberto Benigni                              | 1997  | 10 244 735 |                        |
| 38   | Rocco et ses frères                                              | Luchino Visconti                             | 1960  | 10 220 365 |                        |
| 39   | Mariage à l'italienne                                            | Vittorio De Sica                             | 1964  | 10 180 536 |                        |
| 40   | Maintenant, on l'appelle Plata                                   | Giuseppe Colizzi                             | 1972  | 10 085 447 |                        |
| 41   | Le Cid                                                           | Anthony Mann                                 | 1961  | 10 064 092 |                        |
| 42   | Les Quatre de l'Ave Maria                                        | Giuseppe Colizzi                             | 1968  | 9 966 497  |                        |
| 43   | Le Gynéco de la mutuelle                                         | Luigi Zampa                                  | 1968  | 9 907 701  |                        |
| 44   | Les Conspirateurs                                                | Luigi Magni                                  | 1969  | 9 901 145  |                        |
| 45   | Miracle à l'italienne                                            | Nino Manfredi                                | 1970  | 9 590 432  |                        |
| 46   | Dieu pardonne... moi pas !                                       | Giuseppe Colizzi                             | 1967  | 9 424 694  |                        |
| 47   | King Kong                                                        | John Guillermin                              | 1976  | 9 400 000  |                        |
| 48   | Quo vado?                                                        | Gennaro Nunziante                            | 2016  | 9 367 977  |                        |
| 49   | Hier, aujourd'hui et demain                                      | Vittorio De Sica                             | 1963  | 9 344 037  |                        |
| 50   | Les Dents de la mer                                              | Steven Spielberg                             | 1975  | 9 300 000  |                        |
| 51   | Le Vieux Garçon                                                  | Franco Castellano, Giuseppe Moccia           | 1980  | 9 172 368  |                        |
| 52   | La ciociara                                                      | Vittorio De Sica                             | 1960  | 9 050 578  |                        |
| 53   | Anna                                                             | Alberto Lattuada                             | 1951  | 8 965 624  |                        |
| 54   | L'Exorciste                                                      | William Friedkin                             | 1974  | 8 943 668  |                        |
| 55   | Les Canons de Navarone                                           | J. Lee Thompson                              | 1961  | 8 900 000  |                        |
| 56   | Barabbas                                                         | Richard Fleischer                            | 1961  | 8 891 975  |                        |
| 57   | Il était une fois dans l'Ouest                                   | Sergio Leone                                 | 1968  | 8 870 732  |                        |
| 58   | Amoureux fou                                                     | Franco Castellano, Giuseppe Moccia           | 1981  | 8 807 987  |                        |
| 59   | On l'appelle Trinita                                             | Enzo Barboni                                 | 1970  | 8 742 787  |                        |
| 60   | La Maja nue                                                      | Henry Koster                                 | 1958  | 8 507 081  |                        |
| 61   | Le Fils de personne                                              | Raffaello Matarazzo                          | 1951  | 8 397 465  |                        |
| 62   | Adieu à Venise                                                   | Enrico Maria Salerno                         | 1970  | 8 189 063  |                        |
| 63   | Sole a catinelle                                                 | Gennaro Nunziante                            | 2013  | 8 005 352  |                        |
| 64   | L'Arnaque                                                        | George Roy Hill                              | 1974  | 8 000 000  |                        |
| 65   | Il ciclone                                                       | Leonardo Pieraccioni                         | 1996  | 7 956 549  |                        |
| 66   | Les Deux Missionnaires                                           | Franco Rossi                                 | 1974  | 7 918 397  |                        |
| 67   | Avatar                                                           | James Cameron                                | 2009  | 7 912 182  |                        |
| 68   | Fantozzi                                                         | Luciano Salce                                | 1974  | 7 755 046  |                        |
| 69   | Demain il sera trop tard                                         | Léonide Moguy                                | 1950  | 7 727 192  |                        |
| 70   | Pain, amour, ainsi soit-il                                       | Dino Risi                                    | 1955  | 7 685 153  |                        |
| 71   | Les diamants sont éternels                                       | Guy Hamilton                                 | 1971  | 7 600 000  |                        |
| 72   | Deux Super-flics                                                 | Enzo Barboni                                 | 1977  | 7 600 000  |                        |
| 73   | Lawrence d'Arabie                                                | David Lean                                   | 1963  | 7 600 000  |                        |
| 74   | Helga, de la vie intime d'une jeune femme                        | Erich F. Bender                              | 1967  | 7 600 000  |                        |
| 75   | La Femme du prêtre                                               | Dino Risi                                    | 1970  | 7 600 000  |                        |
| 76   | Mimi métallo blessé dans son honneur                             | Lina Wertmüller                              | 1971  | 7 600 000  |                        |
| 77   | Bons Baisers de Russie                                           | Terence Young                                | 1963  | 7 600 000  |                        |
| 78   | Bannie du foyer                                                  | Raffaello Matarazzo                          | 1950  | 7 571 542  |                        |
| 79   | Les Derniers Jours de Pompéi                                     | Marcel L'Herbier                             | 1950  | 7 550 000  |                        |
| 80   | Fuochi d'artificio                                               | Leonardo Pieraccioni                         | 1997  | 7 510 129  |                        |
| 81   | Le Mensonge d'une mère                                           | Raffaello Matarazzo                          | 1949  | 7 500 000  |                        |
| 82   | La Mort aux trousses                                             | Alfred Hitchcock                             | 1959  | 7 500 000  |                        |
| 83   | Bello, onesto, emigrato Australia sposerebbe compaesana illibata | Luigi Zampa                                  | 1971  | 7 500 000  |                        |
| 84   | Certains l'aiment chaud                                          | Billy Wilder                                 | 1959  | 7 500 000  |                        |
| 85   | Péché véniel                                                     | Salvatore Samperi                            | 1974  | 7 500 000  |                        |
| 86   | Le Retour de don Camillo                                         | Julien Duvivier                              | 1953  | 7 500 000  |                        |
| 87   | Nuits d'Europe                                                   | Alessandro Blasetti                          | 1959  | 7 460 000  |                        |
| 88   | Les anges mangent aussi des fayots                               | Enzo Barboni                                 | 1973  | 7 459 000  |                        |
| 89   | Divorce à l'italienne                                            | Pietro Germi                                 | 1961  | 7 433 512  |                        |
| 90   | Les Fleurs du soleil                                             | Vittorio De Sica                             | 1969  | 7 351 000  |                        |
| 91   | Grease                                                           | Randal Kleiser                               | 1978  | 7 346 000  |                        |
| 92   | Et maintenant, on l'appelle El Magnifico                         | Enzo Barboni                                 | 1972  | 7 343 000  |                        |
| 93   | Jurassic Park                                                    | Steven Spielberg                             | 1993  | 7 338 000  |                        |
| 94   | Ecco noi per esempio...                                          | Sergio Corbucci                              | 1977  | 7 318 000  |                        |
| 95   | Love Story                                                       | Arthur Hiller                                | 1971  | 7 300 000  |                        |
| 96   | Les Sept Mercenaires                                             | John Sturges                                 | 1960  | 7 300 000  |                        |
| 97   | Soleil rouge                                                     | Terence Young                                | 1971  | 7 289 000  |                        |
| 98   | La Grande Pagaille                                               | Luigi Comencini                              | 1960  | 7 239 000  |                        |
| 99   | La Conquête de l'Ouest                                           | Henry Hathaway, John Ford, George Marshall   | 1962  | 7 200 000  |                        |
| 100  | Une poule, un train... et quelques monstres                      | Dino Risi                                    | 1968  | 6 935 784  |                        |